# Дыбина, Прасковья Васильевна
Прасковья Васильевна Дыбина (1901 — 1980) — директор Московского химико-технологического института имени Д. И. Менделеева (1942—1948).

## Биография
Родилась в 1901 году в селе Рачейка Сызранского уезда Самарской губернии.
Окончила Ульяновский рабочий факультет имени В. И. Ленина.
В 1934 г. окончила Московский химико-технологический институт им. Д. И. Менделеева.

## Публикации
Автор более 15 научных трудов.
1. Дыбина, Прасковья Васильевна. Общий лабораторный практикум по технологии минеральных солей и удобрений [Текст] / (Сост. доц. П. В. Дыбина и асст. Ф. Д. Киреева) ; М-во высш. образования СССР. Моск. ордена Ленина хим.-технол. ин-т им. Д. И. Менделеева. Кафедра технологии минер. кислот и солей. - Москва : типолитогр. МХТИ им. Менделеева, 1948. - [3], 81 с. : черт.
2. Дыбина, Прасковья Васильевна. Технология минеральных солей / П.В. Дыбина. - Москва ; Ленинград : Госхимиздат, 1949 (Ленинград : тип. им. Евг. Соколовой). - 288 с. : ил.
3. Дыбина, Прасковья Васильевна. Технологические расчеты в производстве минеральных веществ : Учеб. пособие по курсу "Технология неорганич. веществ и общая хим. технология" : Для студентов-заочников хим.-технол. фак. / Всесоюз. заоч. политехн. ин-т. Кафедра технологии неорганич. веществ и общей хим. технологии. - Москва : [б. и.], 1958. - 143 с. : ил.
4. Дыбина, Прасковья Васильевна. Расчеты по технологии неорганических веществ: [Учеб. пособие для хим.-технол. специальностей вузов] / П.В. Дыбина, А. С. Соловьева, Ю. И. Вишняк ; Под общ. ред. д-ра техн. наук проф. П. В. Дыбиной. - Москва : Высш. школа, 1967. - 523 с. : черт.

## Награды
- орден «Знак Почёта»
- орден Трудового Красного Знамени
- медаль «За доблестный труд в Великой Отечественной войне 1941-1945 гг.»
- медаль «За оборону Москвы»